# DSB-film 1942-1946
|  | Denne artikel er oprettet af botten Steenthbot ud fra en ekstern database. Den kan derfor have sproglige fejl eller mangler. Denne skabelon kan fjernes efter kontrol af indholdet. |

DSB-film 1942-1946 er en dansk dokumentarisk optagelse fra 1946.

## Handling
En kompilation af korte DSB-film fra 1942-1946:

1) "Det skal klares" (tonefilm) - Statsbanerne mangler godsvogne, og vi må alle hjælpe til. Opfordring til alle om at afhente deres forsendelser, så snart der er modtaget besked om, at de er klar.

2) "Parade før Stormløbet mod Jylland" (stum) - 8 nypudsede og afprøvede lyntog står klar. 8000 hk venter på startsignal.

3) M/F "Sjælland", som sejler mellem Nyborg og Korsør) er genopbygget, og nu suser lyntogene igen gennem Danmark (stum).

4) Malmøoverfartens nye svenske færge "Malmöhus", der skal sejle mellem København og Malmø, var på officiel prøvetur den 20 september 1945 (stum).

5) Statsbanerne overtager Mommark-færgen 1. februar 1946. Prisen til ØK er 525.000 kr. (stum)

6) Transportkongressens åbning i DSB's generaldirektorat 3. juni 1946. 70 deltager fra 11 europæiske lande (stum).

7) DSB's nye færge "Fyn" løber af stablen 7. august 1946. Fru trafikminister Elmgaard foretager dåben. (stum)